# Georg-Emmerling-Hof

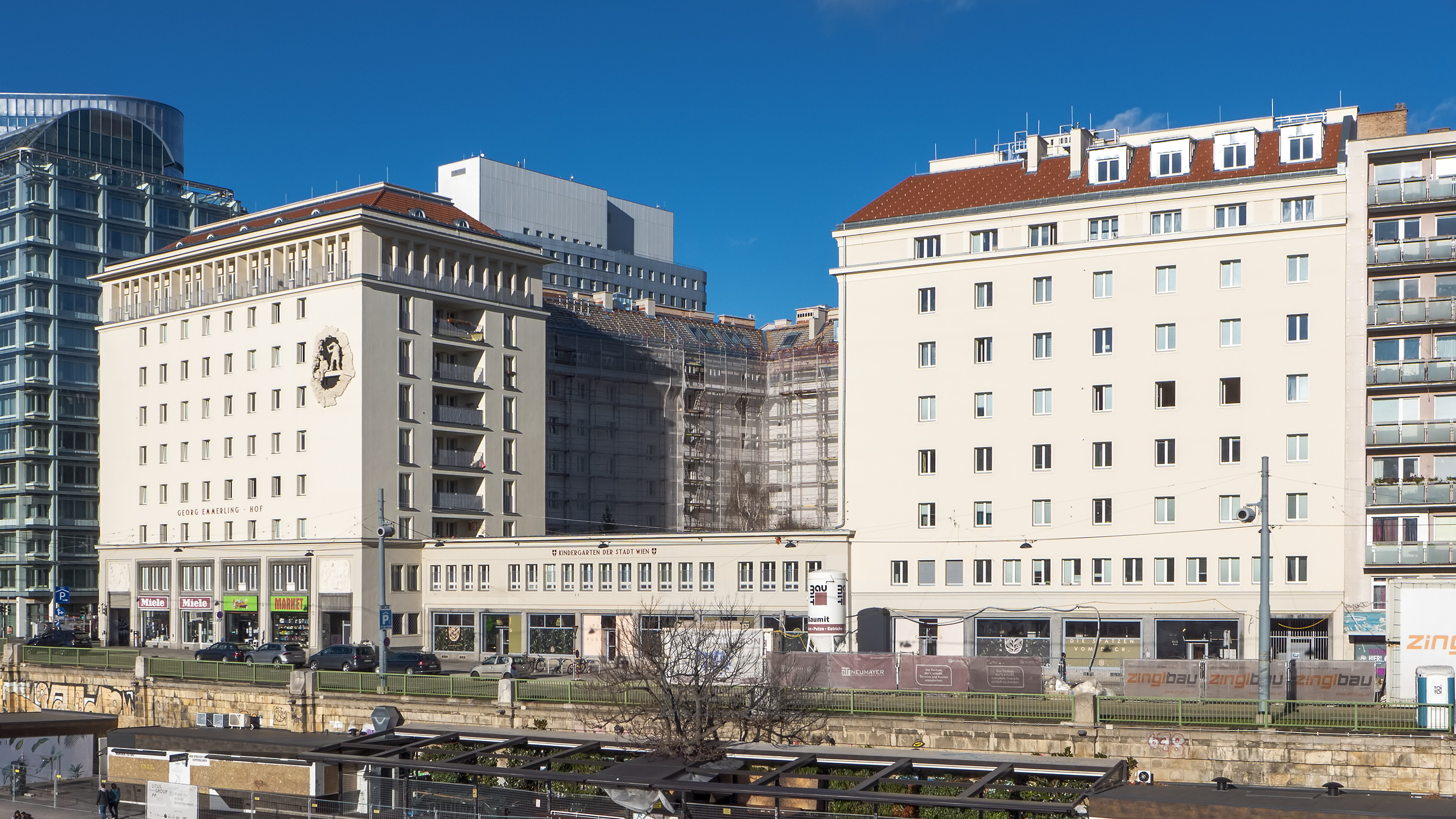
Georg-Emmerling-Hof zum Donaukanal

Der Georg-Emmerling-Hof steht in der Obere Donaustraße 97–99 in der Wiener Leopoldstadt. Der nach Georg Emmerling benannte Gemeindebau steht unter Denkmalschutz (Listeneintrag).

## Geschichte
Die kommunale Wohnhausanlage wurde von 1953 bis 1957 nach den Plänen der Architekten Rudolf Hofbauer, Leo Kammel junior und Elisabeth Hofbauer-Lachner erbaut.

## Architektur
Die Wohnhausanlage bildet das westliche Ende eines Grätzls, im Süden die Obere Donaustraße, im Westen die Lilienbrunngasse und im Norden die Gredlerstraße. Sieben aufeinandergestellte Trakte umschließen einen begrünten Hof.

## Kunst
In einem Seitenhof steht die Freiplastik einer Ziege aus dem Jahr 1957 von Alois Heidel. Die Ziege löste bei den Zeitgenossen heftige Diskussionen aus, da sie von ihnen als ausgemergelt wahrgenommen wurde und sie damit an gerade überstandene Notzeiten erinnerte. Die Plastik steht ebenfalls unter Schutz und hat einen eigenen Eintrag.
An der Fassade zur Oberen Donaustraße sind zwei Natursteinreliefs als Supraporten angebracht. Die Werke mit den Titeln Hafenmotiv und Markt wurden zwischen 1954 und 1956 von Ernst Wenzelis geschaffen. Ein weiteres Kunstwerk mit dem Titel Themroc vom Künstlerkollektiv Steinbrener/Dempf & Huber wurde 2021 angebracht.

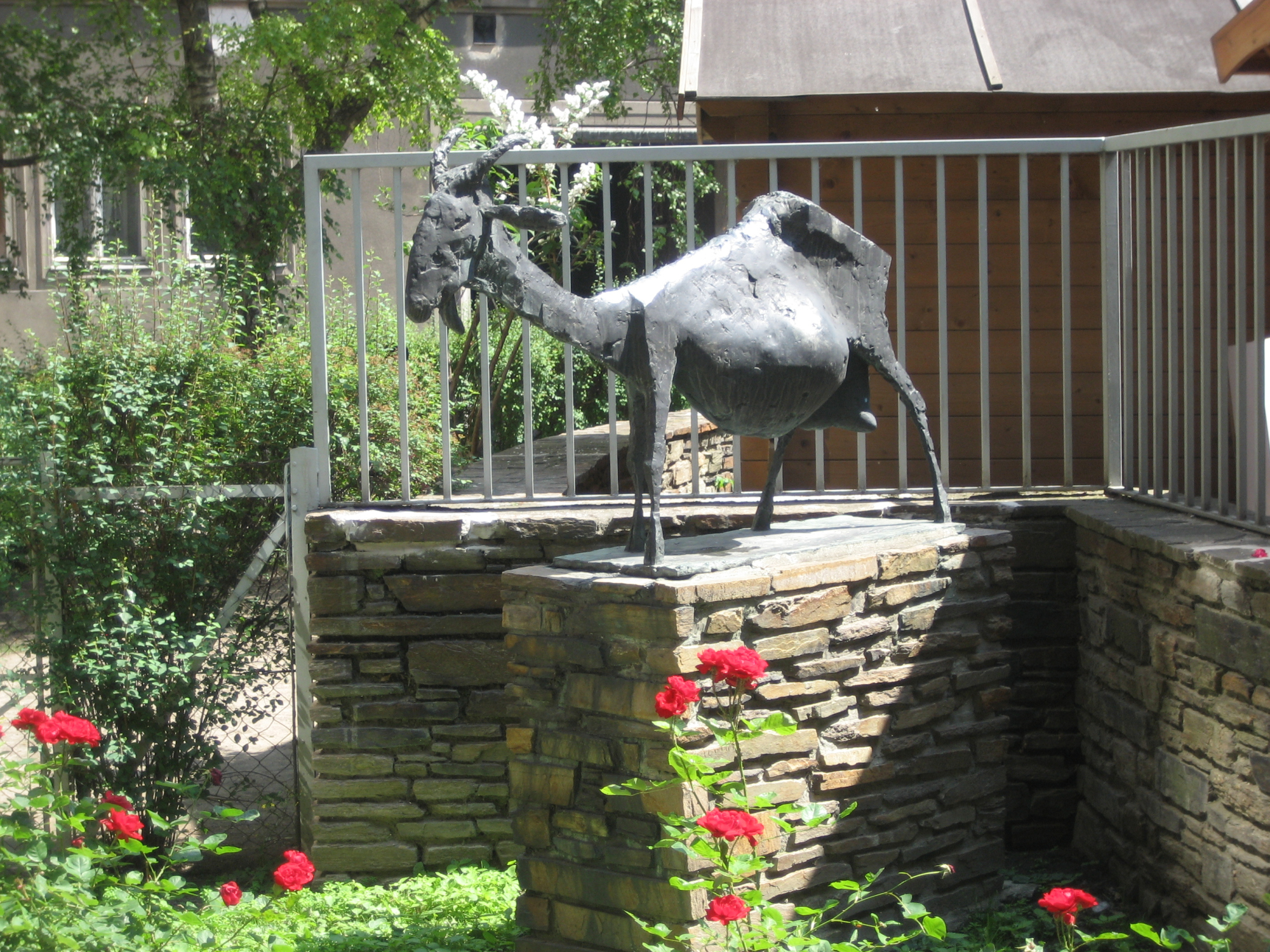
Die Ziege
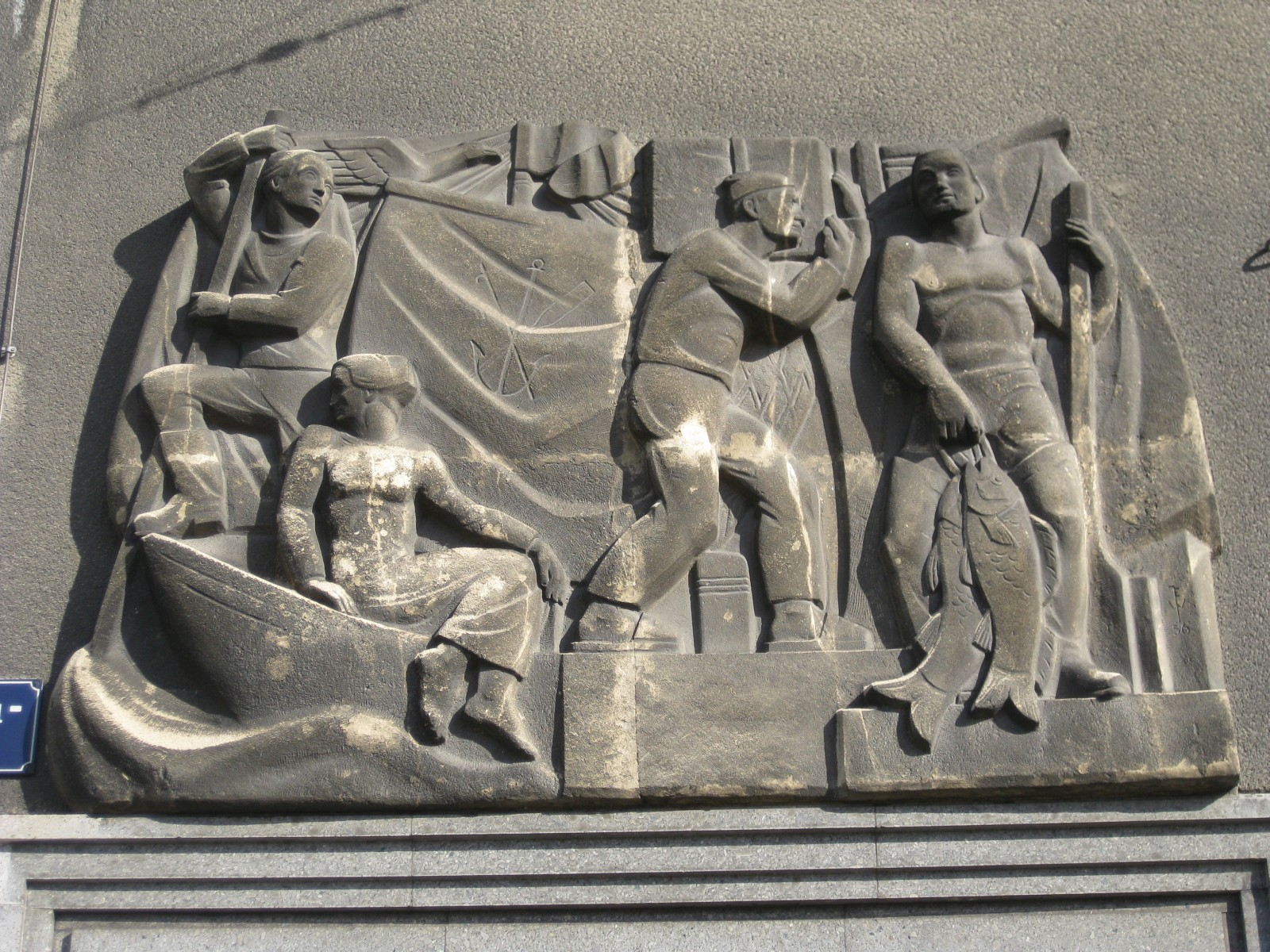
Hafenmotiv
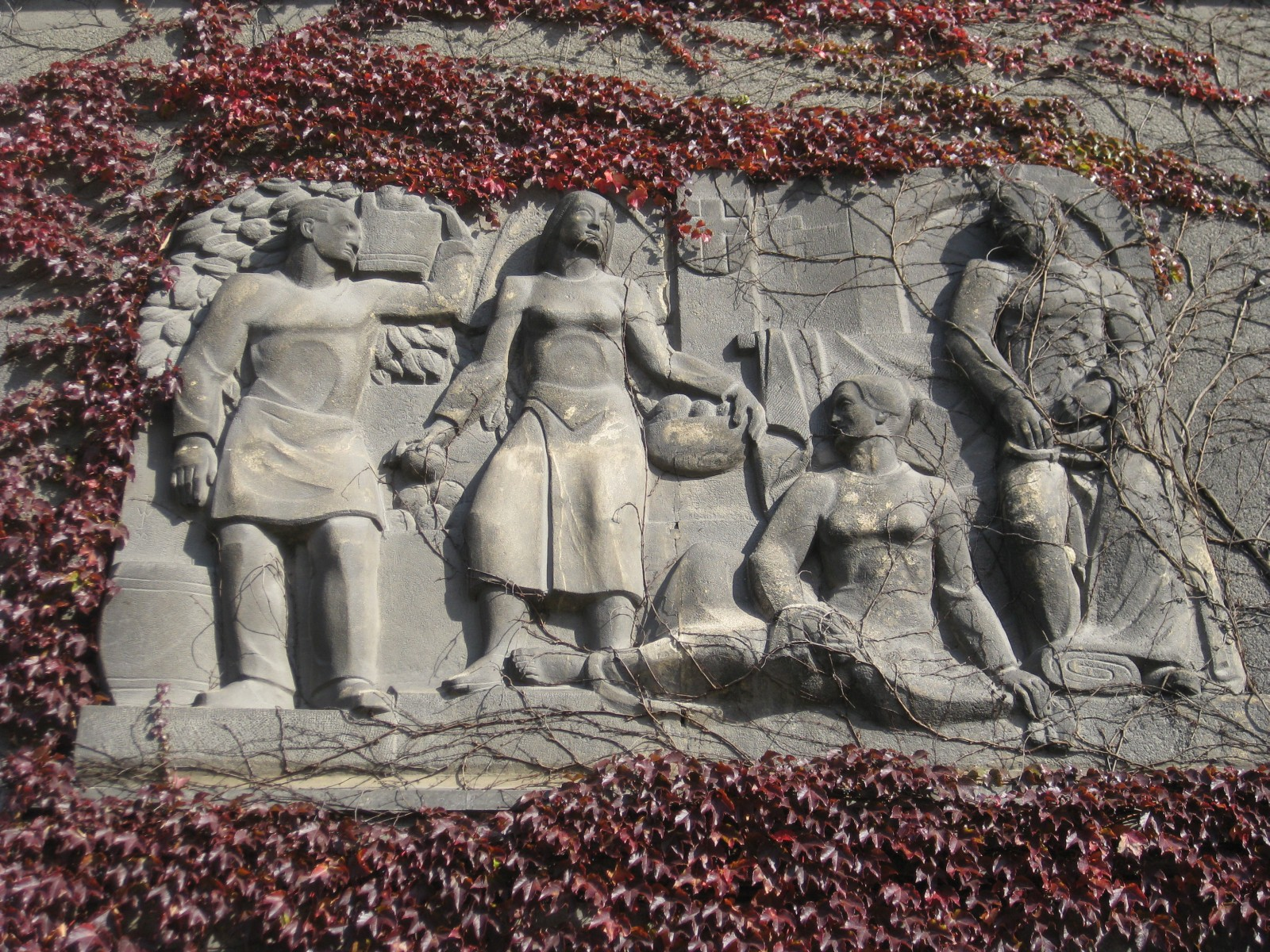
Markt
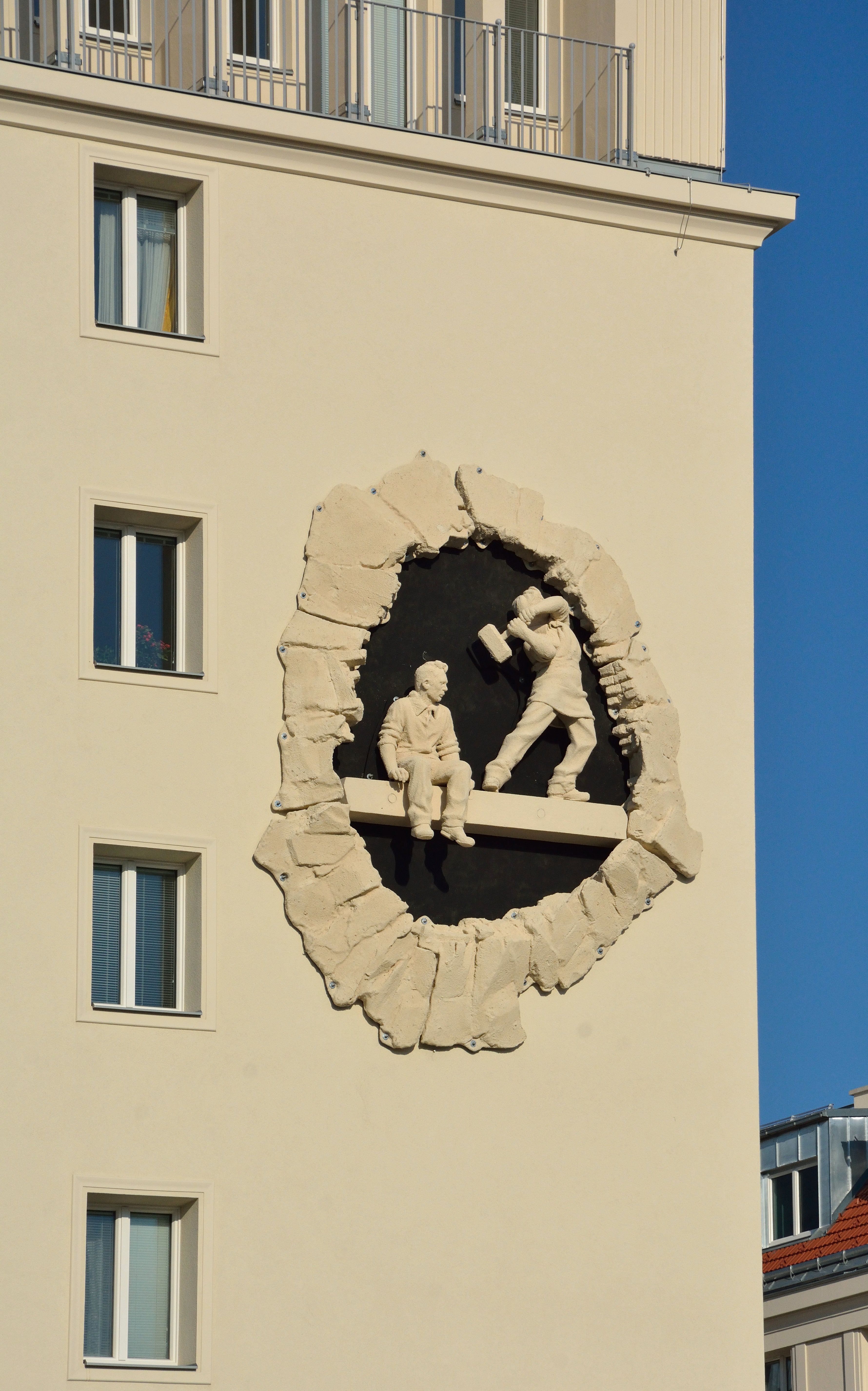
Themroc